# Distrito de Słupca
Słupca (polaco: powiat słupecki) es un distrito (powiat) del voivodato de Gran Polonia (Polonia). Fue constituido el 1 de enero de 1999 como resultado de la reforma del gobierno local de Polonia aprobada el año anterior. Limita con otros cinco distritos: al noroeste con Gniezno, al norte con Mogilno, al este con Konin, al sur con Pleszew y al oeste con Września; y está dividido en ocho municipios (gmina): uno urbano (Słupca), otro urbano-rural (Zagórów) y seis rurales (Lądek, Orchowo, Ostrowite, Powidz, Słupca y Strzałkowo). En 2011, según el Oficina Central de Estadística polaca, el distrito tenía una superficie de 838,01 km² y una población de 58 436 habitantes.